# Dieter Zetsche

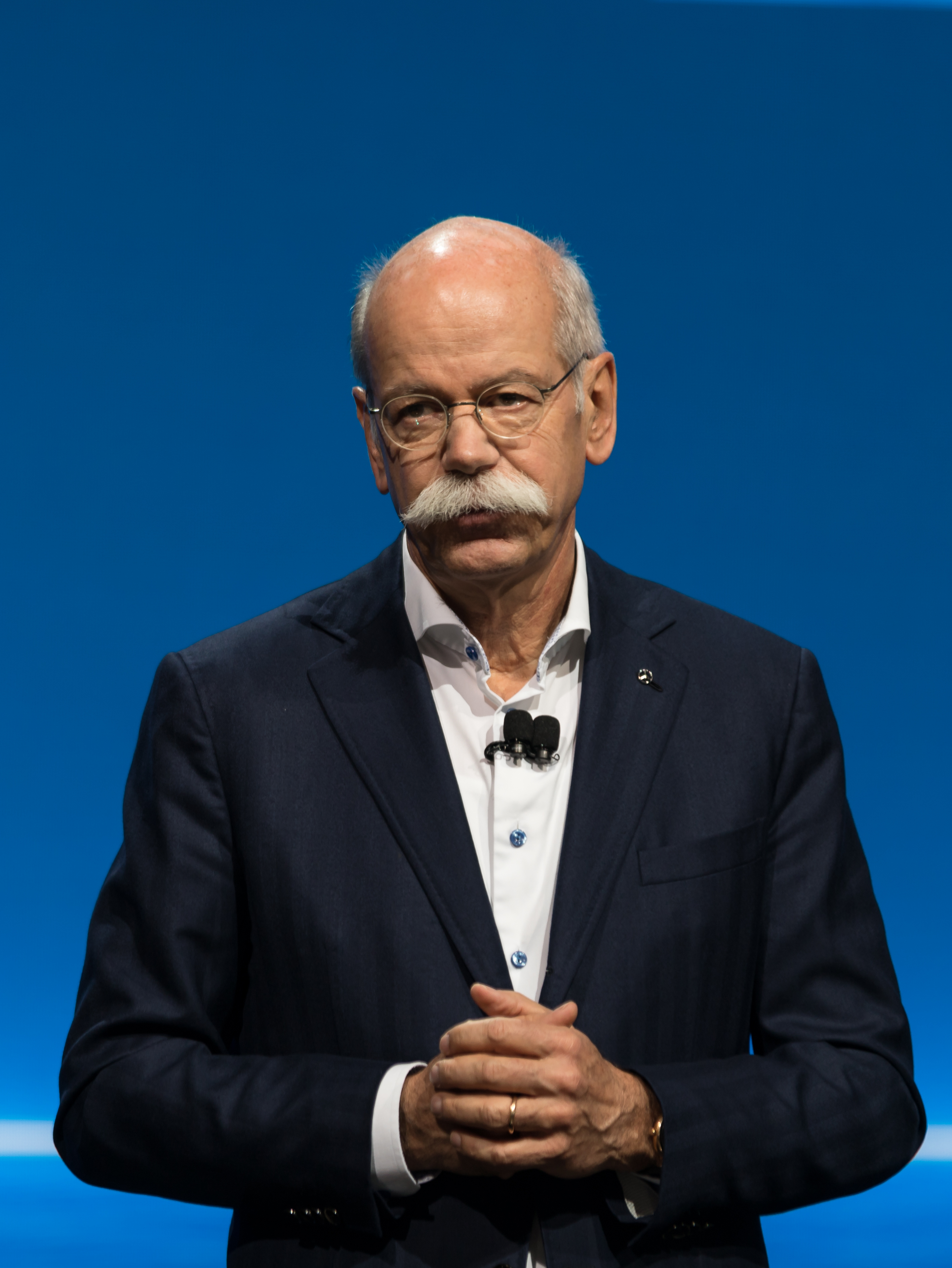
Dieter Zetsche (2018)

Dieter Zetsche (* 5. Mai 1953 in Istanbul) ist ein deutscher Manager. Vom 1. Januar 2006 bis zum 22. Mai 2019 war er Vorstandsvorsitzender der Daimler AG (heute Mercedes-Benz Group). Seit dem 23. Mai 2019 ist er Aufsichtsratsvorsitzender der TUI AG.

## Leben

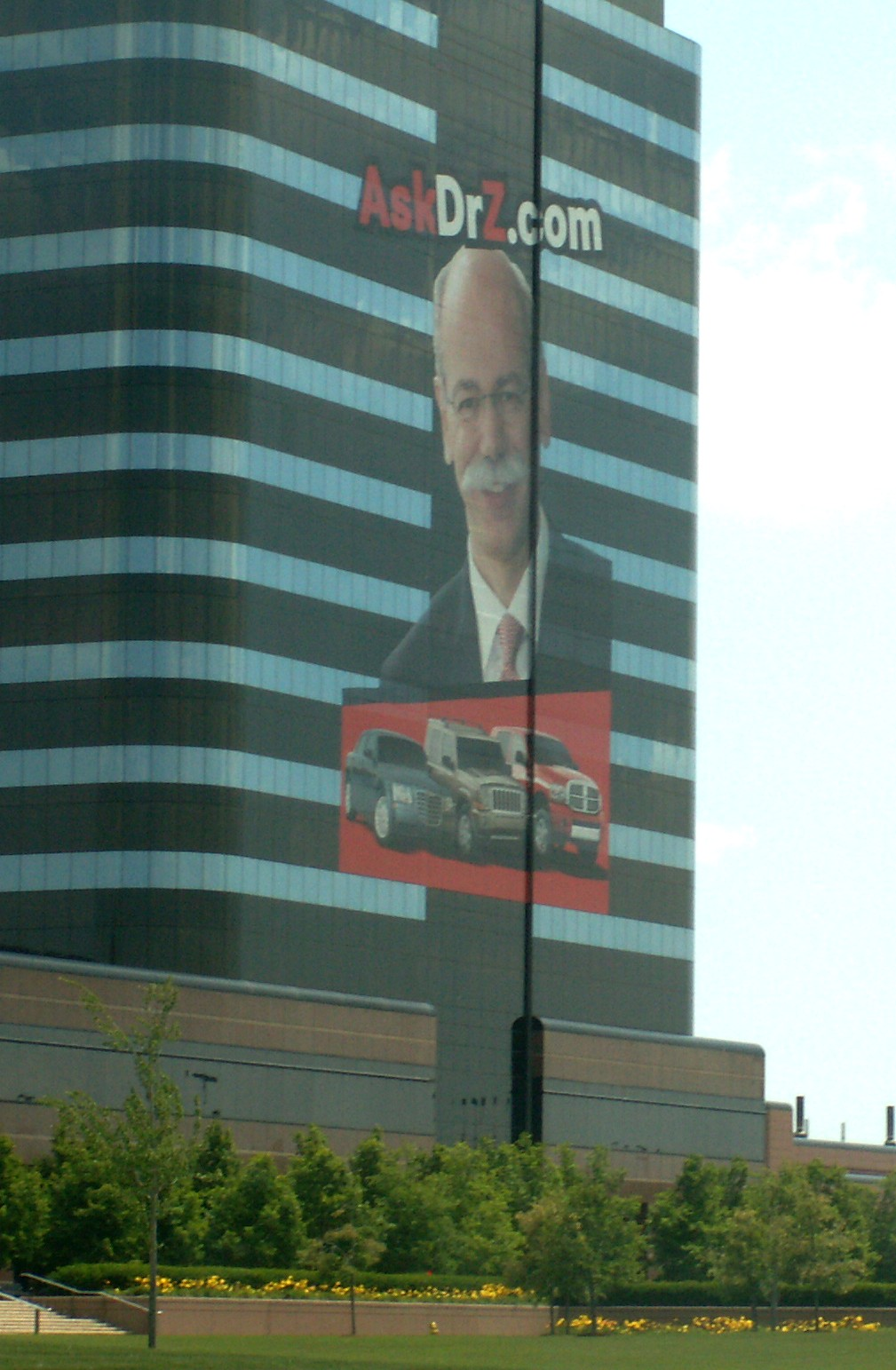
Abbildung Zetsches als „Dr. Z.“ auf dem Chrysler-Building in Auburn Hills

Zetsches Vater Herbert war in der Türkei an einem Staudammprojekt tätig. Die Familie kehrte 1955 nach Westdeutschland zurück.
Dieter Zetsche wuchs in Frankfurt-Niederursel auf, bis er mit seiner Familie nach Oberursel zog. Von 1963 bis 1971 ging er auf das Gymnasium Oberursel, machte dort sein Abitur und studierte von 1971 bis 1976 Elektrotechnik an der Universität Karlsruhe, die heute Teil des Karlsruher Instituts für Technologie ist, mit dem Abschluss als Diplomingenieur. Ab 1976 war Zetsche im Forschungsbereich der damaligen Daimler-Benz AG tätig. 1981 wurde er Assistent der Entwicklungsleitung im Geschäftsbereich Nutzfahrzeuge, und im Jahre 1982 wurde er an der Gesamthochschule Paderborn, der heutigen Universität Paderborn, zum Doktor der Ingenieurwissenschaften promoviert.
Ab 1984 war er bei Daimler-Benz in der Nutzfahrzeug-Entwicklungsleitung für die Koordination der Entwicklungstätigkeit im Ausland zuständig. Seit 1998 war Dieter Zetsche Vorstandsmitglied der DaimlerChrysler AG und seit 2000 Präsident und Geschäftsführer der DaimlerChrysler Corporation („Chrysler Group“) in den Vereinigten Staaten. Nach verlustreichen Jahren, vor allem durch die asiatische Konkurrenz und die Rabattschlachten auf dem amerikanischen Markt, war es dem Unternehmen dort unter seiner Führung gelungen, wieder in die schwarzen Zahlen zu kommen.
Zetsche wurde zum 1. Januar 2006 Nachfolger von Jürgen Schrempp als Vorstandsvorsitzender des Unternehmens. Sein Nachfolger als Vorstandsvorsitzender bei Chrysler wurde Thomas LaSorda, der davor die Position des Geschäftsführers innehatte.
Als Vorstandsvorsitzender der DaimlerChrysler AG wurde auf seine Initiative hin die Verwaltung in der Konzernzentrale stark verschlankt und mit ihr „dahin gegangen, wo die Action ist“, also zurück vom Bullshit Castle in Stuttgart-Möhringen ins Werk Stuttgart-Untertürkheim. Zetsche war von 2009 bis 2016 Mitglied im Aufsichtsrat der RWE Power AG. Seit dem 13. Februar 2018 ist er Aufsichtsratsmitglied der TUI Group.
Im Rahmen einer Werbeoffensive für Chrysler wurden 2006 verschiedene Werbespots ausgestrahlt, in der Zetsche als Dr. Z. auftritt und in selbstironischer Weise auf die Qualitäten der Fahrzeuge hinweist. Auf der eigens eingerichteten Internetseite „www.AskDrZ.com“ wurden Fragen und Antworten zu Chrysler veröffentlicht. Die von BBDO konzipierte Kampagne wurde vorzeitig gestoppt, weil die Amerikaner Dr. Z. mehrheitlich für eine Kunstfigur hielten und der Absatzerfolg ausblieb.
Am 15. Februar 2010 erlag seine Ehefrau Gisela einem Krebsleiden. Das Paar war 26 Jahre verheiratet und hatte drei bereits erwachsene Kinder. 2013 hatte er eine Beziehung mit der Moderatorin Désirée Nosbusch. Am 30. Oktober 2016 heiratete Zetsche seine französische Lebensgefährtin Anne.
Seit 2011 stiftet Zetsche seiner ehemaligen Universität (KIT / Universität Karlsruhe) ein Deutschlandstipendium.
Im April 2012 wurde bekannt, dass der Wert von Zetsches bislang zugesagten Pensionsanwartschaften bei 29,6 Millionen Euro liege. Laut einer Berechnung des „Spiegel“ nehme Zetsche somit bei den Pensionszahlungen der 30 DAX-Konzerne den Spitzenplatz bei allen amtierenden Vorstandsmitgliedern ein.
Aufgrund der Umstände des Wechsels Eckart von Klaedens aus dem Bundeskanzleramt zur Daimler AG leitete die Staatsanwaltschaft Berlin im November 2013 gegen Zetsche ein Ermittlungsverfahren wegen des Anfangsverdachts der Vorteilsgewährung ein.
Das Ermittlungsverfahren gegen Zetsche wurde von der Staatsanwaltschaft Berlin am 26. Januar 2015 gem. § 170 Abs. 2 StPO eingestellt.
Im September 2018 wurde bekannt, dass Zetsche beabsichtige, Ende Mai 2019 seinen Posten als Vorstandsvorsitzender an Ola Källenius abzugeben und 2021 als Nachfolger von Manfred Bischoff den Vorsitz des Aufsichtsrats zu übernehmen. Am 22. Mai 2019 übergab Zetsche die Position auf der Daimler-Hauptversammlung in Berlin. Die Forderung einiger angelsächsischer Investoren und deutscher Fondsgesellschaften nach einem „wahren“ Neuanfang zwangen Zetsche daraufhin, seine Zusage zur Übernahme des Aufsichtsratsvorsitzes wieder zurückzunehmen. In einem Interview betonte er, im Sinne des Unternehmens auf eine Kampfabstimmung zu verzichten und dass er „sich nichts mehr beweisen müsse“.
Am 23. Mai 2019 wurde Dieter Zetsche zum Aufsichtsratsvorsitzenden des Touristikkonzerns TUI gewählt. Ebenso übernahm er einen Posten im Beirat von Aldi Süd. Zusätzlich engagiert er sich bei dem Lufttaxiunternehmen Volocopter, als Investor bei dem Nürnberger Gebrauchtwagen-Startup CarOnSale, sowie bei der gemeinnützigen Organisation African Parks.
Seit 2021 ist Dieter Zetsche Mitglied im International Advisory Board von Adobe Inc.
Im September 2024 wurde Zetsche zum Aufsichtsratsvorsitzenden bei Volocopter berufen.

## Sonstiges
Auf der re:publica 2013 gab es ein Gespräch von Martin Randelhoff mit Dieter Zetsche über die Mobilitätslösungen der Daimler AG, insbesondere zum Thema Carsharing. Im Rahmen dessen äußerte er sich auch zum Driverless Car Project von Google und erklärte, sein Unternehmen sei technisch auf dem gleichen Niveau. Selbstfahrenden Autos erteilte Zetsche eine Absage, da diese von den Kunden nicht nachgefragt würden. 

„Die komplette Autonomie wird kommen, wird aber aus Kundensicht unserer Meinung nach nicht gefordert werden, denn vielen macht Autofahren eben immer noch Spaß.“

 Im Dezember 2014 gab er sich überzeugt, dass in den 2020er Jahren Autos vollautomatisch fahren werden. 

„In einigen Jahren werden sich Autos völlig frei bewegen.“

 Mehr als 800.000 Menschen in Deutschland aufzunehmen, sei eine Herkulesaufgabe, sagte Zetsche im Vorfeld der IAA 2015 in Frankfurt am Main. „Aber im besten Fall kann es auch eine Grundlage für das nächste deutsche Wirtschaftswunder werden.“
Zetsche ist bekennender Anhänger des VfB Stuttgart.

## Positionen bei Daimler
- Vorstandsvorsitzender, DaimlerChrysler AG 2006, die seit 2007 als Daimler AG firmiert
- Geschäftsführer, Mercedes Car Group 2005
- Präsident und Geschäftsführer, DaimlerChrysler Corporation („Chrysler Group“), 2000
- Vorstandsmitglied, Nutzfahrzeuge, DaimlerChrysler AG, 1999
- Vorstandsmitglied, Vertrieb, DaimlerChrysler AG, 1998
- Vorstandsmitglied, Vertrieb, Daimler-Benz AG, 1997
- Vorstandsmitglied, Vertrieb, Mercedes-Benz AG, 1995
- Stellvertretendes Vorstandsmitglied, Mercedes-Benz AG, Ressort Entwicklung im Geschäftsbereich Personenwagen, 1992
- Präsident Freightliner Corporation, Portland, Oregon, 1991
- Präsident Mercedes-Benz Argentina, 1989
- Mitglied der Geschäftsleitung Mercedes-Benz do Brasil, 1988
- Leitung Entwicklungsbereich, Mercedes-Benz do Brasil, 1987
- Hauptreferent Konstruktion Geländewagen und Entwicklungsverantwortung Unternehmensbereich Geländewagen, Daimler-Benz AG, 1986
- Koordinator Entwicklung, Entwicklungsbereich Nutzfahrzeuge, Daimler-Benz AG, 1984
- Entwicklungsassistent, Nutzfahrzeuge, Daimler-Benz AG, 1981
- Forschungsbereich, Daimler-Benz AG, 1976

## Auszeichnungen

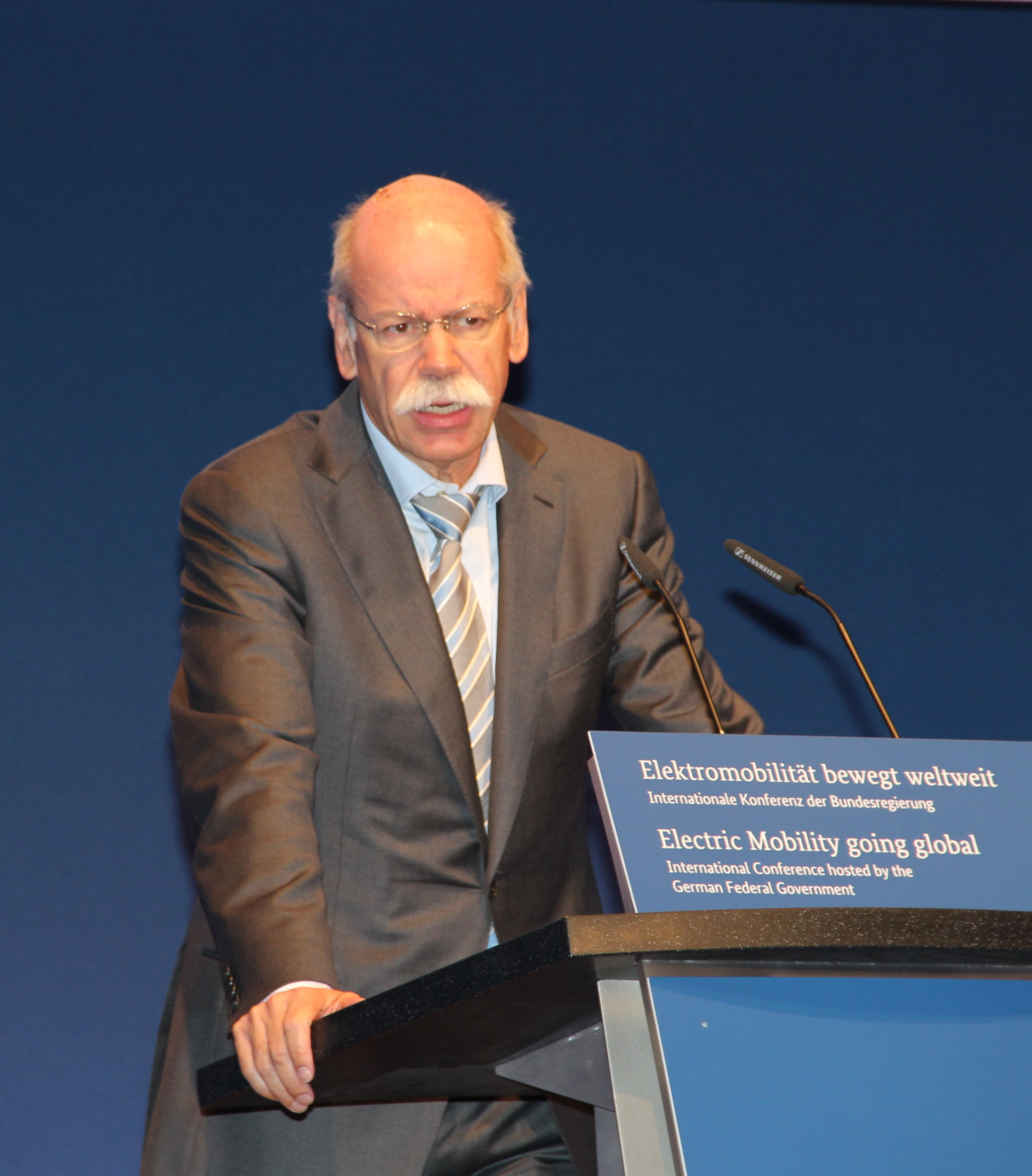
Dieter Zetsche auf dem Elektromobilitätsgipfel 2013 in Berlin

- 2005: Industry Leader of the Year der Automotive Hall of Fame
- 2008: Goldene Victoria (Der „Unternehmerpreis“ der deutschen Zeitschriftenverleger)[27]
- 2011: Ehrendoktorwürde der Hacettepe-Universität (8. Dezember)
- 2015: Deutsches Feuerwehr-Ehrenkreuz in Gold[28]